# Assemblea parlamentare del Consiglio d'Europa
L'Assemblea parlamentare del Consiglio d'Europa (APCE) è l'organo parlamentare del Consiglio d'Europa.
È composta da 306 membri, e un ugual numero di membri supplenti, provenienti dai 46 Stati membri del Consiglio d'Europa. Ha sede presso Palazzo d'Europa a Strasburgo.

## Membri

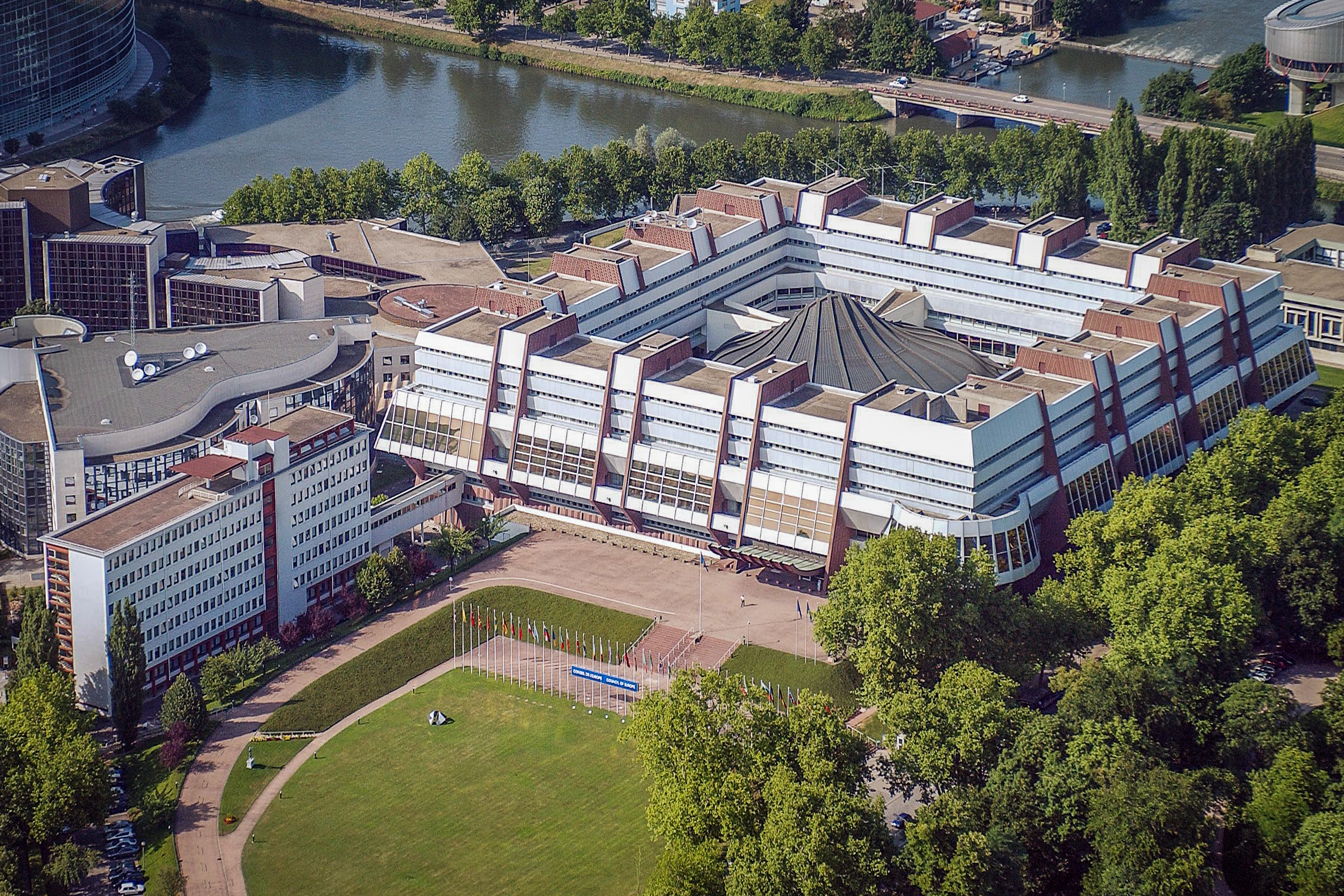
Veduta aerea del Palazzo d'Europa

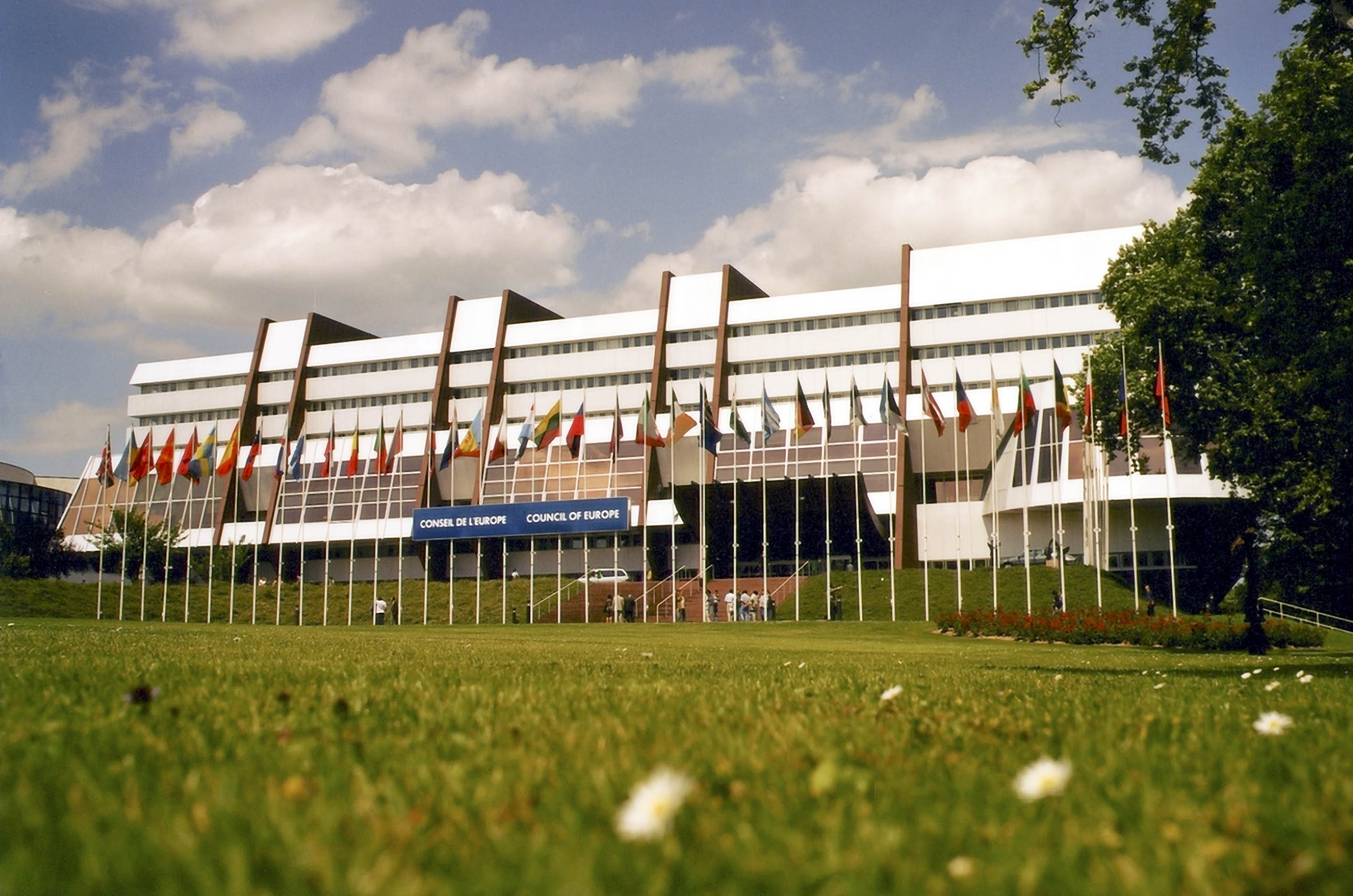
Veduta frontale del Palazzo d'Europa

| Parlamento           | Seggi | Data di adesione |
| -------------------- | ----- | ---------------- |
| Albania              | 4     | 1995             |
| Andorra              | 2     | 1994             |
| Armenia              | 4     | 2001             |
| Austria              | 6     | 1956             |
| Azerbaigian          | 6     | 2001             |
| Belgio               | 7     | 1949             |
| Bosnia ed Erzegovina | 5     | 2002             |
| Bulgaria             | 6     | 1992             |
| Croazia              | 5     | 1996             |
| Cipro                | 3     | 1961–1964, 1984  |
| Rep. Ceca            | 7     | 1991             |
| Danimarca            | 5     | 1949             |
| Estonia              | 3     | 1993             |
| Finlandia            | 5     | 1989             |
| Francia              | 18    | 1949             |
| Germania             | 18    | 1951             |
| Grecia               | 7     | 1949             |
| Ungheria             | 7     | 1990             |
| Islanda              | 3     | 1959             |
| Irlanda              | 4     | 1949             |
| Italia               | 18    | 1949             |
| Lettonia             | 3     | 1995             |
| Liechtenstein        | 2     | 1978             |
| Lituania             | 4     | 1993             |
| Lussemburgo          | 3     | 1949             |
| Macedonia del Nord   | 3     | 1995             |
| Malta                | 3     | 1965             |
| Moldavia             | 5     | 1995             |
| Monaco               | 2     | 2004             |
| Montenegro           | 3     | 2007             |
| Paesi Bassi          | 7     | 1949             |
| Norvegia             | 5     | 1949             |
| Polonia              | 12    | 1991             |
| Portogallo           | 7     | 1976             |
| Romania              | 10    | 1993             |
| San Marino           | 2     | 1988             |
| Serbia               | 7     | 2003             |
| Slovacchia           | 5     | 1993             |
| Slovenia             | 3     | 1993             |
| Spagna               | 12    | 1977             |
| Svezia               | 6     | 1949             |
| Svizzera             | 6     | 1963             |
| Turchia              | 18    | 1949             |
| Ucraina              | 12    | 1995             |
| Regno Unito          | 18    | 1949             |

### Ex membri
| Parlamento | Periodo di adesione  |
| ---------- | -------------------- |
| Russia     | 1996–2014, 2019-2022 |
| Georgia    | 1999-2025            |

La Russia, che aveva fatto il suo ingresso nel Consiglio d'Europa il 28 febbraio 1996 in seguito alla fine della guerra fredda, viene sospesa il 25 febbraio 2022 a seguito dell'invasione dell'Ucraina; il 10 marzo la Russia decide di abbandonare l'organizzazione poiché, a detta del Ministro degli esteri Sergej Lavrov, "i paesi della NATO e dell'Unione europea stanno minando il Consiglio d’Europa, progettato per sostenere i diritti umani, lo Stato di diritto e la democrazia".

## Membri italiani
|  |                          | Inizio incarico | Gruppo europeo | Partito politico          | Note                             |
|  | ------------------------ | --------------- | -------------- | ------------------------- | -------------------------------- |
|  | Elisabetta Gardini       | 12 gennaio 2023 | ECR            | Fratelli d'Italia         | Presidente della Delegazione     |
|  | Deborah Bergamini        | 12 gennaio 2023 | PPE            | Forza Italia              | Vicepresidenti della Delegazione |
|  | Sandra Zampa             | 12 gennaio 2023 | S&D            | Partito Democratico - IDP | Vicepresidenti della Delegazione |
|  | Alfredo Antoniozzi       | 12 gennaio 2023 | ECR            | Fratelli d'Italia         | Segretari della Delegazione      |
|  | Arnaldo Lomuti           | 12 gennaio 2023 | nessuno        | Movimento 5 Stelle        | Segretari della Delegazione      |
|  | Stefano Maullu           | 12 gennaio 2023 | ECR            | Fratelli d'Italia         |                                  |
|  | Marco Scurria            | 12 gennaio 2023 | ECR            | Fratelli d'Italia         |                                  |
|  | Domenica Spinelli        | 12 gennaio 2023 | ECR            | Fratelli d'Italia         |                                  |
|  | Simone Billi             | 12 gennaio 2023 | ID             | Lega Salvini Premier      |                                  |
|  | Dimitri Coin             | 12 gennaio 2023 | ID             | Lega Salvini Premier      |                                  |
|  | Marco Dreosto            | 12 gennaio 2023 | ID             | Lega Salvini Premier      |                                  |
|  | Licia Ronzulli           | 12 gennaio 2023 | PPE            | Forza Italia              |                                  |
|  | Mario Alejandro Borghese | 12 gennaio 2023 | PPE            | Civici d'Italia - NM      |                                  |
|  | Andrea Orlando           | 12 gennaio 2023 | S&D            | Partito Democratico - IDP |                                  |
|  | Francesco Verducci       | 12 gennaio 2023 | S&D            | Partito Democratico - IDP |                                  |
|  | Ettore Licheri           | 12 gennaio 2023 | nessuno        | Movimento 5 Stelle        |                                  |
|  | Elena Bonetti            | 12 gennaio 2023 | RE             | Azione - Italia Viva      |                                  |
|  | Peppe De Cristofaro      | 12 gennaio 2023 | Verdi/ALE      | Misto - AVS               |                                  |
|  | Maria Cristina Caretta   | 12 gennaio 2023 | ECR            | Fratelli d'Italia         | Membri supplenti                 |
|  | Lucrezia Mantovani       | 12 gennaio 2023 | ECR            | Fratelli d'Italia         | Membri supplenti                 |
|  | Ester Mieli              | 12 gennaio 2023 | ECR            | Fratelli d'Italia         | Membri supplenti                 |
|  | Fabio Pietrella          | 12 gennaio 2023 | ECR            | Fratelli d'Italia         | Membri supplenti                 |
|  | Francesco Zaffini        | 12 gennaio 2023 | ECR            | Fratelli d'Italia         | Membri supplenti                 |
|  | Graziano Pezzimenti      | 12 gennaio 2023 | ID             | Lega Salvini Premier      | Membri supplenti                 |
|  | Daisy Pirovano           | 12 gennaio 2023 | ID             | Lega Salvini Premier      | Membri supplenti                 |
|  | Alessandro Giglio Vigna  | 12 gennaio 2023 | ID             | Lega Salvini Premier      | Membri supplenti                 |
|  | Catia Polidori           | 12 gennaio 2023 | PPE            | Forza Italia              | Membri supplenti                 |
|  | Roberto Rosso            | 12 gennaio 2023 | PPE            | Forza Italia              | Membri supplenti                 |
|  | Giovanna Petrenga        | 12 gennaio 2023 | PPE            | Civici d'Italia - NM      | Membri supplenti                 |
|  | Susanna Camusso          | 12 gennaio 2023 | S&D            | Partito Democratico - IDP | Membri supplenti                 |
|  | Andrea Crisanti          | 12 gennaio 2023 | S&D            | Partito Democratico - IDP | Membri supplenti                 |
|  | Piero Fassino            | 12 gennaio 2023 | S&D            | Partito Democratico - IDP | Membri supplenti                 |
|  | Alessandra Maiorino      | 12 gennaio 2023 | nessuno        | Movimento 5 Stelle        | Membri supplenti                 |
|  | Emma Pavanelli           | 12 gennaio 2023 | nessuno        | Movimento 5 Stelle        | Membri supplenti                 |
|  | Valentina Grippo         | 12 gennaio 2023 | RE             | Azione - Italia Viva      | Membri supplenti                 |
|  | Aurora Floridia          | 12 gennaio 2023 | Verdi/ALE      | Misto - AVS               | Membri supplenti                 |

## Presidenti
| Periodo   | Nome                           | Stato       | Partito politico                                |
| --------- | ------------------------------ | ----------- | ----------------------------------------------- |
| 1949      | Édouard Herriot (interim)      | Francia     | Partito Radicale                                |
| 1949–51   | Paul-Henri Spaak               | Belgio      | Partito Socialista                              |
| 1952–54   | François de Menthon            | Francia     | Movimento Repubblicano Popolare                 |
| 1954–56   | Guy Mollet                     | Francia     | Partito Socialista                              |
| 1956–59   | Fernand Dehousse               | Belgio      | Partito Socialista                              |
| 1959      | John Edwards                   | Regno Unito | Partito Laburista                               |
| 1960–63   | Per Federspiel                 | Danimarca   | Venstre                                         |
| 1963–66   | Pierre Pflimlin                | Francia     | Movimento Repubblicano Popolare                 |
| 1966–69   | Geoffrey de Freitas            | Regno Unito | Partito Laburista                               |
| 1969–72   | Olivier Reverdin               | Svizzera    | Partito Liberale                                |
| 1972–75   | Giuseppe Vedovato              | Italia      | Democrazia Cristiana                            |
| 1975–78   | Karl Czernetz                  | Austria     | Partito Socialdemocratico                       |
| 1978–81   | Hans de Koster                 | Paesi Bassi | Partito Popolare per la Libertà e la Democrazia |
| 1981–82   | José María de Areilza          | Spagna      | Unione di Centro Democratico                    |
| 1983–86   | Karl Ahrens                    | Germania    | Partito Socialdemocratico                       |
| 1986–89   | Louis Jung                     | Francia     | Group of the European People's Party            |
| 1989–92   | Anders Björck                  | Svezia      | European Democratic Group                       |
| 1992      | Geoffrey Finsberg              | Regno Unito | European Democratic Group                       |
| 1992–95   | Miguel Ángel Martínez Martínez | Spagna      | Socialist Group                                 |
| 1996–99   | Leni Fischer                   | Germania    | Group of the European People's Party            |
| 1999–2002 | Russell Johnston               | Regno Unito | Alliance of Liberals and Democrats for Europe   |
| 2002–2004 | Peter Schieder                 | Austria     | Socialist Group                                 |
| 2005–2008 | René van der Linden            | Paesi Bassi | Group of the European People's Party            |
| 2008–2010 | Lluís Maria de Puig            | Spagna      | Socialist Group                                 |
| 2010–2012 | Mevlüt Çavuşoğlu               | Turchia     | European Democratic Group                       |
| 2012–2014 | Jean-Claude Mignon             | Francia     | Group of the European People's Party            |
| 2014–2016 | Anne Brasseur                  | Lussemburgo | Alliance of Liberals and Democrats for Europe   |
| 2016–2017 | Pedro Agramunt                 | Spagna      | Group of the European People's Party            |
| 2017–2018 | Stella Kyriakides              | Cipro       | Group of the European People's Party            |
| 2018      | Michele Nicoletti              | Italia      | Socialists, Democrats and Greens Group          |
| 2018-2020 | Liliane Maury Pasquier         | Svizzera    | Socialists, Democrats and Greens Group          |
| 2020-2022 | Rik Daems                      | Belgio      | Alliance of Liberals and Democrats for Europe   |
| 2022-     | Tiny Kox                       | Paesi Bassi | Group of the Unified European Left              |